# Kościół św. Michała Archanioła w Sokalu
Kościół parafialny pw. św. Michała Archanioła w Sokalu – rzymskokatolicki kościół parafialny w Sokalu zbudowany w dwudziestoleciu międzywojennym, w stylu modernistycznym. Obecnie siedziba rzymskokatolickiej parafii w Sokalu i Tartakowie.

## Historia
Parafia w Sokalu ma metrykę średniowieczną, a rektor kościoła wspominany jest w źródłach już w 1409 roku. Od XV do XIX wieku w Sokalu funkcjonowało kilka kościołów parafialnych, najdłużej kościół przy Starym Rynku pw. św. Jana Chrzciciela, w XIX wieku parafia znajdowała się przy kościele pobrygidkowskim. Ponieważ ta świątynia była niewielka, już na początku XX wieku rozpoczęto starania o budowę nowego kościoła, zakupując reprezentacyjną działkę położoną przy Nowym Rynku. Kamień węgielny pod budowę świątyni poświęcił abp Józef Bilczewski podczas wizyty w Sokalu 19 maja 1912. Projekty znacznych rozmiarów neogotyckiej świątyni przygotował architekt lwowski Jan Sas-Zubrzycki. Jerzy Wowczak uważa, że powstały one około 1910 roku, nie podaje jednak uzasadnienia dla takiego datowania. Brak wiadomości archiwalnych utrudnia precyzyjne określenie daty powstania projektów. Budowa postępowała szybko, na planach miasta wykonanym w r. 1918 widnieje obrys kościoła pokrywający się z zachowanymi planami Sas-Zubrzyckiego. Z niewiadomych przyczyn budowa została wstrzymana w bliżej nieokreślonym czasie, a następnie pierwotne plany zostały zmienione. Zachowano rzut neogotyckiego kościoła, ponieważ mury musiały zostać wyciągnięte do pewnej wysokości w trakcie pierwszych lat budowy, ale zdecydowano się zmienić kostium stylowy z neogotyckiego na modernistyczny. Nie wiadomo kiedy dokładnie kościół został ukończony i czy udało się to zrobić przed wybuchem II wojny światowej, czy w trakcie jej trwania. Zdjęcia z l. 40. XX ukazują ukończoną architekturę, nie wiadomo jednak w jakim stanie pozostawało wnętrze kościoła.
Po zmianie granic w r. 1951 Polacy zostali wysiedlenia z Sokala przez władze sowieckiej Ukrainy, a kościół zamknięto. Zamieniono go na halę targową i  magazyn, w bocznej nawie (wschodniej) mieści się siedziba Radia Sokal. Kościół został zwrócony rzymskim katolikom w r. 2011, a w 2012 roku byli parafianie sokalscy osiedleni w Łukawcu przekazali do kościoła używany ołtarz, który pełnił funkcję głównego. Nawa boczna w dalszym ciągu pełni funkcję siedziby Radia Sokal i nie została oddana parafii. Obecnie parafia obejmuje kościół w Sokalu i zabytkowy, XVIII-wieczny kościół w Tartakowie.

## Architektura
Kościół zbudowany w centrum nowego miasta. Jest to trójnawowa bazylika z prezbiterium zamkniętym półkoliście i zwróconym na północ. Korpus ma siedem przęseł, prezbiterium dwa. Nawy boczne otwarte są do głównej arkadami. W pierwszym przęśle wbudowany jest murowany chór muzyczny, przy szóstym przęśle dobudowane wieloboczne kaplice. Wnętrze przykryte jest żelbetowym sufitem z kratkę. Fasada kościoła dwuwieżowa, ale tylko prawa wieża została ukończona. Część środkową dekorują długie, wąskie okna zakończone półkoliście. Takie same okna znajdują się w korpusie i prezbiterium.
Z pierwotnego wyposażenia zachowała się modernistyczna, betonowa chrzcielnica o wielobocznej misie i takaż ambona ze schodkami ustawiona przy filarze nawy.

### Problematyka artystyczna
Pierwotny projekt kościoła przygotowany w stylu neogotyckim przez lwowskiego architekta Jana Sas-Zubrzyckiego był typowy dla czasu swojego powstania. Noszą także większość cech stylu Sas-Zubrzyckiego. Kościół miał być zbudowany na rzucie krzyża łacińskiego, z trójnawowym, czteroprzęsłowym korpusem, transeptem, który na środku przewidywał ścięte naroża, prawe ramię miało być zakończone ścianą prostą a lewe półkoliście. Krótkie prezbiterium miało być zamknięte półkolem. Elewacje były opięte przyporami. Sas-Zubrzycki zaprojektował fasadę z niesymetryczną jedną wieżą. Jej hełm jest bardzo podobny do innego dzieła Sas-Zubrzyckiego – hełmu wieży kościoła św. Józefa na Podgórzu w Krakowie, które nawiązują do hełmu kościoła Mariackiego w Krakowie.
Nie wiadomo kto jest autorem ostatecznie zrealizowanego modernistycznego kostiumu świątyni, ani kiedy nastąpiła zmiana pierwotnej koncepcji. Prawdopodobnie powstała w l. 30. XX wieku, być może po objęciu parafii w Sokalu przez nowego proboszcza ks. Nestora Szukalskiego w r. 1931. Nowy projekt kościoła w Sokalu wpisywał się w popularne w l. 30. XX wieku tendencje w architekturze polskiej, które starały się połączyć monumentalizm budowli z elementami klasycyzmu. Helena Postawka-Lech wskazała, że podobne rozwiązanie otrzymał kościół parafialny pw. śś. Piotra i Pawła w Trembowli.